# Sur-les-Trixhes
Sur-les-Trixhes est un hameau de la commune de Héron, en province de Liège (Région wallonne de Belgique).
Avant la fusion des communes de 1977, Sur-les-Trixhes faisait partie de la commune de Couthuin.

## Situation
Ce hameau de Hesbaye occupe en réalité la partie centrale du village de Couthuin. Il est entouré par Envoz et Surlemez.

## Toponymie
Un trieux, ainsi que les variantes tri, triche, trixhe ou try, est un mot wallon, provenant du moyen-néerlandais "driesch" signifiant : friche. Au cours du temps cette signification a évolué de façon à désigner spécifiquement la prairie commune qu'on retrouvait dans les villages du sud des anciens Pays-Bas.

## Patrimoine
Le château de la Vignette est une construction en briques blanchies datant de 1911. Cet édifice situé dans un parc partiellement entouré d'un mur en briques jouxte les bois des Theysses et du Fonds du Ry.

## Activités
L'administration communale de Couthuin puis celle de Héron depuis la fusion des communes en 1977 ainsi que l'école communale de Couthuin-Centre se situent sur la place communale (altitude 200 m) au centre de la localité.